# (8744) Cilla
(8744) Cilla es un asteroide que forma parte del cinturón de asteroides y fue descubierto el 20 de marzo de 1998 por el equipo del Lincoln Near-Earth Asteroid Research desde el Laboratorio Lincoln, Socorro, Nuevo México.

## Designación y nombre
Cilla se designó inicialmente como 1998 FE59.
Posteriormente, en 1999, fue nombrado en honor de Priscilla Annette (1994-1998), nieta de un miembro del equipo del Laboratorio Lincoln.

## Características orbitales
Cilla orbita a una distancia media de 3,124 ua del Sol, pudiendo acercarse hasta 2,578 ua y alejarse hasta 3,669 ua. Tiene una inclinación orbital de 2,608 grados y una excentricidad de 0,1746. Emplea 2017 días en completar una órbita alrededor del Sol. El movimiento de Cilla sobre el fondo estelar es de 0,1785 grados por día.

## Características físicas
La magnitud absoluta de Cilla es 13,4.